# Šinkovica Bednjanska
Šinkovica Bednjanska falu Horvátországban Varasd megyében. Közigazgatásilag Bednjához tartozik.

## Fekvése
Varasdtól 31 km-re délnyugatra, községközpontjától 3 km-re nyugatra fekszik.

## Története
1857-ben 204, 1910-ben 339 lakosa volt. 1920-ig Varasd vármegye Ivaneci járásához tartozott. 2001-ben 38 háztartása és 129 lakosa volt.

## Külső hivatkozások
- Bednja község hivatalos oldala